# Лесли Нилсен
Лесли Нилсен (енгл. Leslie Nielsen; Реџајна 11. фебруар 1926 — Форт Лодердејл, 28. новембар 2010) био је канадско-амерички глумац, комичар и продуцент. Најпознатији је по улози неспретног полицајца Френка Дребина у серији Полицијски одред! и филмском серијалу Голи пиштољ. Преминуо је у сну 28. новембра 2010. од пнеумоније. Ујак му је познати данско амерички глумац Џин Хершолт, а брат бивши заменик канадског премијера Ерик Нилсен.

## Улоге
| Улоге Леслија Нилсена |                                  |               |                          |                                      |
| Година                | Српски назив                     | Изворни назив | Улога                    | Напомена                             |
| 1956.                 | Забрањена планета                |               | командир Џон Џ. Адамс    | прва главна улога                    |
| 1963—1964.            | Промена                          |               |                          |                                      |
| 1968.                 | Компанија за ноћне море          |               |                          |                                      |
| 1973—1974.            | Ужас у Сан Франциску             |               |                          |                                      |
| 1980.                 | Има ли пилота у авиону?          |               | доктор Румак             | прва комичарска улога                |
| 1982.                 | Шоу наказа                       |               | Ричард Викерс            | сегмент "Something To Tide You Over" |
| 1988.                 | Голи пиштољ                      |               | Френк Дребин             |                                      |
| 1991.                 | Голи пиштољ 2                    |               | Френк Дребин             |                                      |
| 1994.                 | Голи пиштољ 3                    |               | Френк Дребин             |                                      |
| 1995.                 | Дракула, мртав и вољен           |               | гроф Дракула             |                                      |
| 1996.                 | Шпијунирај мушки                 |               | Дик Стил                 |                                      |
| 1997.                 | Породични план                   |               | Хари Хабер               |                                      |
| 1997.                 | Господин Маго                    |               | господин Маго            |                                      |
| 2000.                 | Деда Мраз је пао на теме         |               | Деда Мраз                |                                      |
| 2000.                 | 2001: Сулуда одисеја у свемиру   |               | Маршал Дикс              |                                      |
| 2003.                 | Мрак филм 3                      |               | председник Харис         |                                      |
| 2006.                 | Мрак филм 4                      |               | председник Харис         |                                      |
| 2008.                 | Филм о суперхеројима             |               | стриц Алберт             |                                      |
| 2008.                 | Муњевитом брзином 3: Јуниор лига |               | градоначелник Чарлстауна |                                      |
| 2011.                 | Ветермен                         |               |                          |                                      |